# خسروانی (سیرجان)
خسروانی روستایی در دهستان ملک‌آباد بخش گلستان شهرستان سیرجان استان کرمان ایران است که یک قلعه در ان روستا واقع شده است
پیشینه خسروانی از حدود 1قرن پیش به قبل خان و رعیتی بوده ، خان های این روستا از خانواده قطبی بوده اند،که قدمت کاخ باغ این خان به زمان قاجاریه برمیگردد.
این روستا تا قبل از انقلاب به دو قلعه شرقی و غربی یا به گویش محلی این روستا قلعه پایین و قلعه بالا نام داشته که امروز به دلیل تراکم هوازدگی و عدم مرمت آن و گستردگی جمعیت چیزی از آن باقی نمانده . از بافت معماری قدیم این روستا یک برج و دیوار یخدان باقی مانده . و یک اثر تاریخی دیگر که در فاصله‌ی 2کیلومتری آن است دهقاضی نام دارد.
این روستا دارای فضای سبز،
زمین چمن مصنوعی،
سالن ورزشی سرپوشیده،
خانه بهداشت،
مخابرات،پست بانک
نانوایی
و...

## جمعیت
بر پایه سرشماری عمومی نفوس و مسکن در سال ۱۳۹۵ جمعیت این مکان ۱٬۵۷۴ نفر (۴۶۱خانوار) بوده‌است.